# Seznam autobusových linek v Plzni

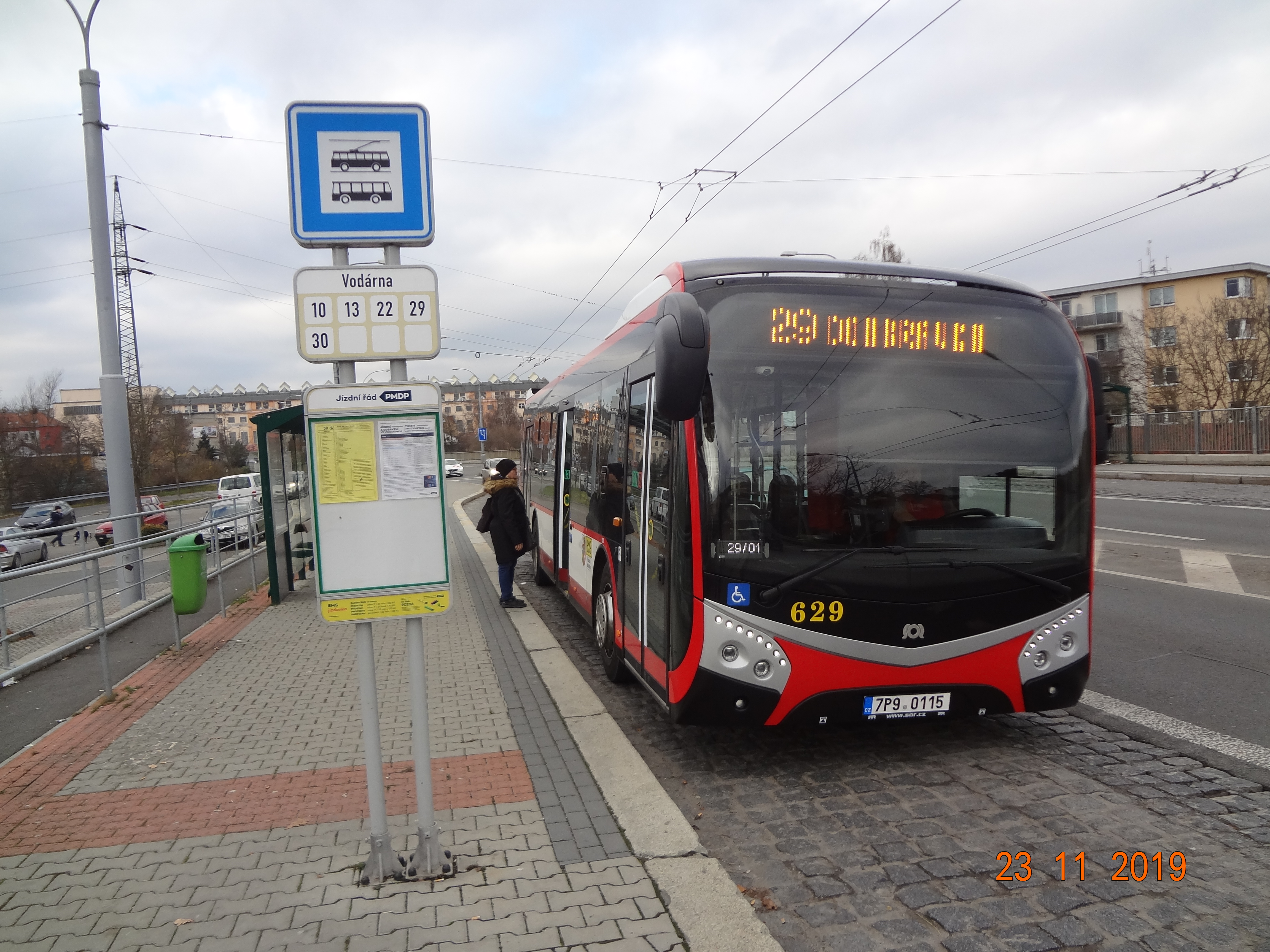
SOR NS ev. č. 629 na lince 29 v zastávce Vodárna

Toto je seznam autobusových linek MHD v Plzni.

## 20
Od 5.9. 1988 do 3. 12. 2013:
Směr: Bílá Hora
Křimice - Křimce, U zámku - Radčice - Radčice, náves - Pod zámečkem - Kalikova - Divadlo J. K. Tyla - Sady Pětatřicátníků - Malická - Zadní Roudná - V Ráji - Bílá Hora, žel. st. - U Kondrů - Bílá Hora
Směr: Křimice
Bílá Hora - U Kondrů - Bílá Hora, žel. st. - V Ráji - Zadní Roudná - Malická - Sady Pětatřicátníků - Divadlo J. K. Tyla - Kalikova - U Bouzků - Pod zámečkem - Radčice, náves - Radčice - Křimce, U zámku - Křimice
Od 3. 12. 2013:
Směr: Zruč-Senec
V Ráji - Zadní Roudná - Malická - Otýlie Beníškové - Náměstí Republiky - Goethova - Pařížská - Hlavní nádraží - Železniční Poliklinika - Gambrinus - Stavební stroje - Teplárna - Jatky - Kovošrot - Čisticí stanice - Nádraží Bílá Hora - U Kondrů - Zruč-Senec, V koutě - Zruč-Senec, U pomníku - Zruč-Senec, U Drudíků - Zruč-Senec, rozc. - Zruč-Senec
Směr: V Ráji
Zruč-Senec - Zruč-Senec, rozc. - Zruč-Senec, U Drudíků - Zruč-Senec, U pomníku - Zruč-Senec, V koutě - Bílá Hora - U Kondrů - Nádraží Bílá Hora - Čisticí stanice - Kovošrot - Jatky - Teplárna - Stavební stroje - Gambrinus - Hlavní nádraží - Pařížská - Mrakodrap - U Práce - Sady Pětatřicátníků - Malická - Zadní Roudná - V Ráji

## 21
Od ??? do 3. 12. 2013:
Směr: Bory
Černice - Podhájí - Radobyčice, Dlážděná - Litice, Řepná - Litice, U školy - Ve višňovce - Tyršův sad - U přehrady - Bory, NVÚ - Bory
Směr: Černice
Bory - Bory, NVÚ - U přehrady - Tyršův sad - Ve višňovce - Litice, U školy - Litice, Řepná - Radobyčice, Dlážděná - Podhájí - Černice
Od 3. 12. 2013:
Směr: Bory
Litice - Náves Litice - Přeučilova - Višňovka - Tyršův sad - U Přehrady - Věznice Bory - Borský park - (U Luny) - Bory
Směr: Litice
Bory - Borský park - Věznice bory - U Přehrady - Tyršův sad - Višňovka - Náves Litice - Litice

## 22
Od ??? do 3. 12. 2013:
Směr: Borská Pole
Jasmínová - Stavební Podnik - U Světovaru - Slovan. alej - Nám. M. Horákové - Malostranská - Doudlevce ETZ - Fakultní nemoc. Bory - Chodské nám. - Jižní předm., Borská - Škoda V. brána - Lodní - Škoda VIII. brána - Karlov, sedlárna - Carrefour, U letiště - Podnikatelská - Borská Pole, Panasonic
Směr: Nám. M Horákové, Jasmínová
Borská Pole, Folmavská - Karlov, sedlárna - Škoda VIII. brána - Škoda V. brána - Jižní předm., Borská - Chodské nám. - Fakultní nemoc. Bory - Doudlevce ETZ - Malostranská - Nám. M. Horákové - Slovan. alej - U Světovaru - Stavební Podnik - Jasmínová
Od 3. 12. 2013:
Směr: Koterov
Škoda VIII. Brána - Karlov - Techmania - Jižní Předměstí - Dobrovského - Nemocnice Bory - Doudlevce ETZ - Vodárna - Slovany - Vozovna Slovany - Světovar - Pekárna - (jasmínová) - Hasičská stanice - K Dráze - Mezi Ploty - Barvínková - Koterov
Směr: Škoda VIII. Brána
Koterov - Barvínková - K Dráze - Hasičská stanice - jasmínová - Pekárna - Světovar - Vozovna Slovany - Slovany - Vodárna - Doudlevce ETZ - Nemocnice Bory - Dobrovského - Nám. Českých bratří - Techmania - Karlov - Škoda VIII. Brána

## 23
Od 3. 12. 2013:
Směr: Slovany
Bory - Borský park - U Luny - U Teplárny - Tyršův most - Luftova zahrada - U Hřbitova - V Zahradách - Radobyčice - Radobyčická náves - Nad Úhlavou - Podhájí - Kruhová - Rozcestí Podhájí - U Staré Kovárny - K Plzenci - Generála Lišky - Fialková - Čechurov - Chválenická - Slovany
Směr: Bory
Slovany - Čechurov - Fialková - Generála Lišky - K Plzenci - U Staré Kovárny - Konvalinková - Rozcestí Podhájí - Nad Úhlavou - Podhájí - Kruhová - Radobyčická náves - Radobyčice - V Zahradách - U Hřbitova - Tyršův most - U Teplárny - U Luny - Borský park - Bory

## 24
Od ??? do 3. 12. 2013:
Směr:Bory
Borská Pole, Panasonic - Staré letiště - Garáže - Areál VŠ - Bory
Směr: Borská Pole
Bory - Areál VŠ - Garáže - Staré letiště - Borská Pole, Panasonic
Od 3. 12. 2013:
Směr: Bory
Zadní Skvrňany - Lábkova - Macháčkova - Waltrova - Nad Zátiším - Folmavská rondel - U Nové Hospody - Panasonic - Vltava - U Letiště - Západočeská univerzita - U Darebáka - Bory
Směr: Zadní Skvrňany
Bory - U Darebáka - Západočeská univerzita - U Letiště - Vltava - Panasonic - U Nové Hospody - Folmavská rondel - Nad Zátiším - Waltrova - Macháčkova - Lábkova - Zadní Skvrňany

## 25
Od 3. 12. 2013:
Směr: Vinice
Nemocnice Lochotín - Úřad Lochotín - U Družby - Lochotínský pavilón - Amfiteátr - Brněnská - Hodonínská - Slupská - Vinice
Směr: Nemocnice Lochotín
Vinice - Slupská - Hodonínská - Brněnská - Amfiteátr - Zoologická zahrada - Lékařská fakulta - K Nemocnici - Nemocnice Lochotín

## 26
Od ??? do 3. 12. 2013:
Směr: Bory
Valcha - Valcha, Sulkovská - Valcha, u prodejny - Valcha, nádraží - Chaty - Dobřanská - Bory
Směr: Valcha
Bory - Dobřanská - Chaty - Valcha, nádraží - Valcha, u prodejny - Valcha, Sulkovská - Valcha
Od 3. 12. 2013:
Směr: Bory
Nová ves - Nová Ves, u lesa - Lhota - Pod Dubovkou - Lašitov - Valcha - Severní - U Prodejny - Nádraží Valcha - Chaty - U Darebáka - Bory (- U Luny)
Směr: Nová ves
(U Luny -) Bory - U Darebáka - Chaty - Nádraží Valcha - U Prodejny - Severní - Valcha - Pod Dubovkou - Lhota - Nová Ves, u lesa - Nová ves

## 27
Od 3. 12. 2013:
Směr: Mrakodrap
Sídliště Košutka - NC Úněšovská - Skautská - Tleskačova - Nemocnice Privamed - Zoologická zahrada - Rondel - Sady Pětatřicátníků - U Práce - Mrakodrap
Směr: Sídliště Košutka
Mrakodrap - U Práce - Sady Pětatřicátníků - Rondel - Zoologická zahrada - Nemocnice Privamed - Tleskačova - Skautská - NC Úněšovská - Sídliště Košutka

## 28
Od ??? do 3. 12. 2013:
Směr: Papírna Bukovec
Borská pole, Folmavská - Karlov, sedlárna - Škoda V. brána - CAN, Husova - Divadlo J. K. Tyla - Sady Pětatřicátníků - U Prazdroje - Gambrinus - Stavební stroje - Jateční - Jatky - Husův park - Mohylová - Habrmannovo nám. - Doubravka, Zábělská - Újezd, Hradecká - Újezd. Staroveská - Újezd, V brance - Újezd, rozcestí - Bukovec - Chlumek - Papírna Bukovec
Směr: Borská Pole
Papírna Bukovec - Chlumek - Bukovec - Újezd, rozcestí - Újezd, V brance - Újezd, Staroveská - Újezd, Hrádecká - Habrmannovo nám. - Mohylová - Husův park - Jatky - Jateční - Stavební stroje - Gambrinus - U Prazdroje - Sady Pētatřicátníků - Divadlo J. K. Tyla - CAN, Husova - Škoda V. brána - Karlov, sedlárna - Carrefour, U letiště - Podnikatelská - Borská Pole, Panasonic
Od 3. 12. 2013:
Směr: Papírna Bukovec
CAN Husova - Divadlo J. K. Tyla - Sady Pětatřicátníků - Prazdroj - Švihovská - Gambrinus - Stavební stroje - Teplárna - Jatky - Husův park - Poliklinika Doubravka - Habrmannovo nám. - Doubravka - Ejpovická - Náměstí Karla Panušky - Svatojirská - Rozcestí Újezd - Bukovec - Chlumek - Papírna Bukovec
Směr: CAN Husova
Papírna Bukovec - Chlumek - Bukovec - Rozcestí Újezd - Svatojirská - Náměstí Karla Panušky - Ejpovická - Doubravka - Habrmannovo nám. - Poliklinika Doubravka - Husův park - Jatky - Teplárna - Stavební stroje - Gambrinus - Prazdroj - Sady Pětatřicátníků - Divadlo J. K. Tyla - CAN Husova

## 29
Od ??? do 3. 12. 2013:
Směr: Chodské náměstí
Škoda VIII. brána - Škoda V. brána - Jižní předm., Borská - Chodské nám.
Směr: Škoda VIII. Brána
Chodské nám. - Jižní předm., Borská - Škoda V. brána - Lodní - Škoda VIII. brána
Od 3. 12. 2013:
Směr: Doubravka
Borská pole - Obchodní - Obchodní rondel - U Nové Hospody - U Panasoniku - NC Borská pole - Goldscheiderova - Čermákova - Poliklinika Bory - Doudlevce ETZ - Vodárna - Slovany - Pošta Francouzská - Poliklinika Slovany - Částkova - Rolnické náměstí - U Astry - U Pietasu - Opavská - Poliklinika Doubravka - Habrmannovo nám. - Doubravka
Směr: Borská Pole
Doubravka - Habrmannovo nám. - Poliklinika Doubravka - Opavská - U Pietasu - U Astry- Rolnické náměstí - Částkova - Poliklinika Slovany - Pošta Francouzská - Slovany - Vodárna - Doudlevce ETZ - Poliklinika Bory - Náměstí Míru - Čermákova - Goldscheiderova - NC Borská pole - U Panasoniku - U Nové Hospody - U Nové Hospody - Obchodní rondel - Obchodní - Borská pole

## 30
Od ??? do 3. 12. 2013:
Směr: Košutka, Krašovská
Borská pole, Folmavská - Carrefour, U letiště - Areál VŠ - Bory - U teplárny - Tyršův most - Průmyslová - Nám. M. Horákové - II. Poliklinika - Částkova - Rolnické nám. - U Astry- U Pietasu - Ul. Družby - IV. poliklinika - Husův park - Kovošrot - Čisticí stanice - Bílá Hora, žel. st. - Na rampě - Malý Bolevec - K Prokopávce - Plaská BUS - Studentská, Komenského - Severka - Nákupní středisko - Košutka, Krašovská
Směr: Borská Pole
Košutka, Krašovská - Nákupní středisko - Severka - Studentská, Komenského - Plaská BUS - Malý Bolevec - Na rampě - Bílá Hora, žel. st. - Čisticí stanice - Kovošrot - Husův park - II poliklinika - UI. Družby - U Pietasu - U Astry - Rolnické nám. - Částkova - II Poliklinika - Nám. M. Horákové - Průmyslová - Tyršův most - U teplárny - Bory - Areál VŠ - Podnikatelská - Borská pole, Panasonic
Od 3. 12. 2013:
Směr: Sídliště Košutka
Borská pole - U Nové Hospody - Panasonic - Vltava - U Letiště - Západočeská univerzita - Bory - Borský park - Sídliště Bory - Šimerova - Tyršův most - Mlýnské nábřeží - Vodárna - Slovany - Pošta Francouzská - Poliklinika Slovany - Částkova - Rolnické náměstí - U Astry - U Pietasu - Opavská - Poliklinika Doubravka - Husův park - Kovošrot - Čisticí stanice - Nádraží Bílá Hora - Bolevecký rybník - Malý Bolevec - K Prokopávce - Okounová - Bolevecká náves - Komenského - Severka - Žlutická - NC Úněšovská - Sídliště Košutka
Směr: Borská Pole
Sídliště Košutka - NC Úněšovská - Žlutická - Severka - Komenského - Bolevecká náves - Okounová - Malý Bolevec - Bolevecký rybník - Nádraží Bílá Hora - Čisticí stanice - Kovošrot - Husův park - Poliklinika Doubravka - Opavská - U Pietasu - U Astry - Rolnické náměstí - Částkova - Poliklinika Slovany - Pošta Francouzská - Slovany - Vodárna - Mlýnské nábřeží - Tyršův most - Šimerova - Sídliště Bory - Borský park - Bory - Západočeská univerzita - U Letiště - Vltava - Panasonic - U Nové Hospody - Borská pole

## 31
Od ??? do 3. 12. 2013:
Směr: Náměstí M Horákové
Hradiště - Zelenohorská - Náměstí M. Horákové
Směr: Hradiště
Náměstí M. Horákové - Zelenohorská - Hradiště
Od 3. 12. 2013:
Směr: Slovany
Zelenohorská - Slovany
Směr: Zelenohorská
Slovany - U Školky - Zelenohorská

## 32
Od 3. 12. 2013:
Směr: Bory
NC Černice - Pampelišková - K Plzenci - U Staré Kovárny - Konvalinková - Rozcestí Podhájí - Nad Úhlavou - Podhájí - Kruhová - Radobyčická náves - Radobyčice - V Zahradách - U Hřbitova - Tyršův most - U Teplárny - U Luny - Borský park - Bory
Směr: NC Černice
Bory - Borský park - U Luny - U Teplárny - Tyršův most - Luftova zahrada - U Hřbitova - V Zahradách - Radobyčice - Radobyčická náves - Nad Úhlavou - Podhájí - Kruhová - Rozcestí Podhájí - U Staré Kovárny - K Plzenci - Pampelišková - NC Černice

## 33
Od ??? do 3. 12. 2013:
Směr: Košutka, Krašovská
Mrakodrap - Sady Pětatřicátníků - Rondel - Lék. fakulta, Lochotín - K nemocnici - Fakultní nemoc. Lochotín - U Gery - U Družby BUS - Karlovarská - Nákupní středisko - Košutka, Krašovská
Směr: Mrakodrap
Košutka, Krašovská - Nákupní středisko - Karlovarská - U Družby BUS - U Gery - K nemocnici - Fakultní nemoc. Lochotín - Lék. fakulta, Lochotín - Rondel - Sady Pětatřicátníků - Mrakodrap
Od 3. 12. 2013:
Směr: Sídliště Košutka
Goethova - Náměstí Republiky  - Otýlie Beníškové - Rondel - Lékařská fakulta - K Nemocnici - Nemocnice Lochotín - Úřad Lochotín - U Družby - Sokolovská - Žlutická - Hokejová hala - Sídliště Košutka
Směr: Goethova
Sídliště Košutka - Hokejová hala - Žlutická - Sokolovská - U Družby - Úřad Lochotín - K Nemocnici - Nemocnice Lochotín - Lékařská fakulta - Rondel - Otýlie Beníškové - Náměstí Republiky - Goethova

## 34
Od ??? do 3. 12. 2013:
Směr: Sady Pětatřicátníků
Škoda JS - Bolevec - Plaská BUS - Lidická - Lék. fakulta, Lochotín - Sady Pětatřicátníků
Směr: Škoda JS
Sady Pětatřicátníků - Lék. fakulta, Lochotín - Lidická - Pod hřbitovem - Bolevec - Škoda JS
Od 3. 12. 2013:
Směr: Pařížská
Třemošná, ves - Třemošná, sídliště - Třemošná, Orlík - Orlík - Bolevec - Okounová - U Gery - Nemocnice Lochotín - Lékařská fakulta - Rondel - Sady Pětatřicátníků - Mrakodrap - Pařížská
Směr: Třemošná, ves
Pařížská - Mrakodrap - Sady Pětatřicátníků - Rondel - Lékařská fakulta - Nemocnice Lochotín - U Gery - Okounová - Bolevec - Orlík - Třemošná, Orlík - Třemošná, sídliště - Třemošná, ves

## 35
Od 3. 12. 2013 do Začátku provozu linky 11 do Radčic a Malesic:
Směr: Hlavní nádraží
Křimice - Zámecké náměstí - Malesice - Radčice - Náves Radčice - Pod Zámečkem - U Bouzků - Kalikova - CAN Husova - Tylova - U Práce - Mrakodrap - Pařížská - Hlavní nádraží
Směr: Křimice
Hlavní nádraží - Pařížská - Mrakodrap - U Práce - Tylova - CAN Husova - Kalikova - U Bouzků - Pod Zámečkem - Náves Radčice - Radčice - Pod Kyjovem - Malesice - Zámecké - Křimice
Od 6.3.2022 do 28.6.2024: 
Směr: Dolní Vlkýš
Malesice - Dolní Vlkýš
Směr: Malesice
Dolní Vlkýš - Malesice
Od 2.9.2024: 
Směr: Dolní Vlkýš
Radčice - Malesice - Dolní Vlkýš
Směr: Radčice
Dolní Vlkýš - Malesice - Radčice

## 36
Od 3. 12. 2013:
Směr: Nová Hospoda
U Luny - Bory - U Darebáka - Západočeská univerzita - Univerzita - Plochá dráha - Staré letiště - Daiho - Obchodní - Obchodní rondel - Nová Hospoda
Směr: Poliklinika Bory
Nová Hospoda - Obchodní rondel - Obchodní - Borská pole - Morseova - Plochá dráha - Univerzita - Západočeská univerzita - U Darebáka - Bory - U Luny - U Teplárny - Poliklinika Bory

## 37
Od 3. 12. 2013:
Směr: Macháčkova
Radčice - Malesice - Chebská - K Rozvodně - Lábkova - Macháčkova
Směr: Křimice
Macháčkova - Lábkova - K Rozvodně - Chebská - Křimice

## 38
Od 3. 12. 2013:
Směr: Doubravka
Červený Hrádek - Na Rozcestí - U Továrničky - Ejpovická - Doubravka - Habrmannovo nám. - Poliklinika Doubravka - Opavská - Ke Špitálskému lesu
Směr: Červený Hrádek
Doubravka - Ejpovická - U Továrničky - Na Rozcestí - Červený Hrádek

## 39
Od ??? do 3. 12. 2013:
Směr: Křimice
Bílá Hora - U Kondrů - Bílá Hora, žel. st. - Čisticí stanice - Kovošrot - Jatky - Jateční - Stavební stroje - Gambrinus - U Prazdroje - Sady Pětatřicátníků - Divadlo J. K. Tyla - CAN Husova - U Apolla - Křimice, pošta 2 - Křimice, rozvodna - Křimice, Chebská - Křimice
Směr: Bílá Hora
Křimice - Křimice, Chebská - Křimice, rozvodna - Křimice, pošta 2 - U Apolla - CAN, Husova - Divadlo J. K. Tyla - Pětatřicátníků - U Prazdroje - Gambrinus - Stavební stroje - Jateční - Jatky - Kovošrot - Čisticí stanice - Bílá Hora, žel. st. - U Kondrů - Bílá Hora
Od 3. 12. 2013:
Směr: Bory (tzv. „okružní“ linka)
Bory - Borský park - U Luny - U Teplárny - Tyršův most - Kalendářní - Říjnová - Na Rozhraní - Tyršův sad - U Přehrady - Věznice Bory - Borský park - U Luny - Bory

## 40
Od ??? do 3. 12. 2013:
Směr:Košutka, Krašovská
Mrakodrap - Sady Pětatřicátníků - Rondel - Lék. fakulta, Lochotin - U Gery - U Družby BUS - Karlovarská - Nákupní středisko - Košutka, Krašovská
Směr: Mrakodrap
Košutka, Krašovská - Nákupní středisko - Karlovarská - U Družby BUS - U Gery - Lék. fakulta, Lochotín - Rondel - Sady Pětatřicátníků - Mrakodrap
Od 3. 12. 2013:
Směr: Goethova
Sídliště Košutka - Hokejová hala - Žlutická - Sokolovská - U Družby - Úřad Lochotín - Lékařská fakulta - Rondel - Otýlie Beníškové - Náměstí Republiky - Goethova
Směr: Sídliště Košutka
Goethova - Náměstí Republiky - Otýlie Beníškové - Rondel - Lékařská fakulta - Úřad Lochotín - U Družby - Sokolovská - Žlutická - Hokejová hala - Sídliště Košutka

## 41
Od ??? do 3. 12. 2013:
Směr: CAN Husova
Vinice - Brněnská - Břeclavská - Na chmelnicích - Rondel - Sady Pětatřicátníků - Divadlo J. K. Tyla - CAN, Husova
Směr: Vinice
CAN, Husova - Divadlo J. K. Tyla - Sady Pětatřicátníků - Rondel - Na chmelnicich Břeclavská - Brněnská - Vinice
Od 3. 12. 2013:
Směr: Vinice
Křimice - Chebská - K Rozvodně - Pošta logistika - Sulislavská - U Apolla - CAN Husova - Divadlo J. K. Tyla - Sady Pětatřicátníků - Rondel - Zoologická zahrada - Amfiteátr - Brněnská - Hodonínská - Slupská - Vinice
Směr: Křimice
Vinice - Slupská - Hodonínská - Brněnská - Amfiteátr - Zoologická zahrada - Rondel - Sady Pětatřicátníků - Divadlo J. K. Tyla - CAN Husova - U Apolla - Sulislavská - Pošta logistika - K Rozvodně - Chebská - Křimice

## 50
Od 3. 12. 2013:
Směr: NC Černice
Starý Plzenec, Vilová čtvrť - Starý Plzenec, Nad tratí - Starý Plzenec, u školy - Starý Plzenec, Bezručova - NC Černice
Směr: Starý Plzenec, Vilová čtvrť
NC Černice - Starý Plzenec, Bezručova - Starý Plzenec, Nad tratí - Starý Plzenec, Vilová čtvrť

## 51
Od ??? do 3. 12. 2013:
Směr: Náměstí M Horákové
Starý Plzenec, nám. - Starý Plzenec, Malá strana - Starý Plzenec, u kravína - Koterov - Ke dráze - CSAO - Stavební podnik - U Světovaru - Slovan. alej - Nám. M. Horákové
Směr: Starý Plzenec, náměstí
Nám. M. Horákové - Slovan. alej - U Světovaru - Stavební podnik - CSAO - Ke dráze - Koterov - Starý Plzenec, u kravína - Starý Plzenec, Malá strana - Starý Plzenec, nám.
Od 3. 12. 2013:
Směr: Slovany
Starý Plzenec, Vilová čtvrť - Starý Plzenec, Nad tratí - Starý Plzenec, u školy - Starý Plzenec, Sedlec, Školní - Starý Plzenec, Sedlec - Starý Plzenec, Sedlec, Školní - Starý Plzenec, náměstí - Starý Plzenec, Malá Strana - Starý Plzenec, U Mlýna - Koterov - Barvínková - K Dráze - Hasičská stanice - Pekárna - Světovar - Vozovna Slovany - Slovany
Směr: Starý Plzenec, Vilová čtvrť
Slovany - Vozovna Slovany - Světovar - Pekárna - Hasičská stanice - K Dráze - Mezi Ploty - Barvínková - Koterov - Starý Plzenec, U Mlýna - Starý Plzenec, Malá Strana - Starý Plzenec - Starý Plzenec, Sedlec, Školní - Starý Plzenec, Sedlec - Starý Plzenec, Sedlec, Školní - Starý Plzenec, zdrav. stř. - Starý Plzenec, nádraží - Starý Plzenec, Nad tratí - Starý Plzenec, Vilová čtvrť

## 52
Od ??? do 3. 12. 2013:
Směr: Doubravka, Zábělská
Chrást, konečná - Chrást, u školy - Chrást, rozvodna - Zábělá - Újezd, rozcestí - Doubravka, Zábělská
Směr: Chrást, konečná
Doubravka, Zábělská - Újezd, rozcestí - Zábělá - Chrást, rozvodna - Chrást, u školy - Chrást, konečná

## 53
Od ??? do 3. 12. 2013:
Směr: Doubravka, Zábělská
Dýšina, Nová Huť - Dýšina - Dýšina, záv. ŠKODA Engineering - Kyšice - Kyšice, OU - Kyšice - Na samotě - Červený Hrádek - Na rozcestí - U továrničky - Újezd, Hrádecká - Doubravka, Zábělská
Směr: Dýšina
Doubravka, Zábělská - Újezd, Hrádecká - U továrničky - Na rozcestí - Červený Hrádek - Na samotě - Kyšice - Kyšice, OU - Kyšice - Dýšina, záv. ŠKODA Engineering - Dýšina - Dýšina, Nová Huť

## 54
Od ??? do 3. 12. 2013:
Směr: Doubravka, Zábělská
Chrást, konečná - Chrást, u školy - Dýšina, závod Armaturka - Dýšina, náves - Dýšina - Dýšina, u viaduktu - Dýšina, Nová Huť - Dýšina, u viaduktu - Dýšina - Nad Hrádkem - Červený Hrádek - Na rozcestí - U továrničky - Újezd, Hrádecká - Doubravka, Zábělská
Směr: Chrást, konečná
Doubravka, Zábělská - Újezd, Hrádecká - U továrničky - Na rozcestí - Červený Hrádek - Nad Hrádkem - Dýšina, náves -Dýšina - Dýšina, u viaduktu - Dýšina, Nová Huť - Dýšina, u viaduktu - Dýšina - Dýšina, závod Armaturka - Chrást, u školy - Chrást, konečná

## 55
Od ??? do 3. 12. 2013:
Směr: CAN, Husova
Vejprnice, konečná - Vejprnice - Vejprnice, bytovky - Plzeň, Samoty - Vejprnická, Internáty - Křimická LPG - CAN, Husova
Směr: Vejprnice, konečná
CAN, Husova - Křimická LPG - Vejprnická, Internáty - Plzeň, Samoty - Vejprnice. bytovky - Vejprnice - Vejprnice, konečná

## 56
Od 3. 12. 2013:
Směr: Vinice
Město Touškov - Kozolupy, I - Kozolupy, u Jána - Vochov, rozc. - Vochov - Chebská - K Rozvodně - Pošta logistika - Sulislavská - U Apolla - CAN Husova - Divadlo J. K. Tyla - Sady Pětatřicátníků - Rondel - Zoologická zahrada - Amfiteátr - Brněnská - Hodonínská - Slupská - Vinice
Směr: Město Touškov
Vinice - Slupská - Hodonínská - Brněnská - Amfiteátr - Zoologická zahrada - Rondel - Sady Pětatřicátníků - Divadlo J. K. Tyla - CAN Husova - U Apolla - Sulislavská - Pošta logistika - K Rozvodně - Chebská - Vochov - Kozolupy, u Jána - Kozolupy, I - Město Touškov

## 58
Od ??? do 28.6.2024
Směr: Okounová
Bílá hora - Zruč - Senec, V koutě - Zruč - Senec, U pomníku - Zruč - Senec, u Drudíků - Zruč - Senec, rozc. - Zruč - Senec - Třemošná, u pošty - Třemošná, ves - Třemošná, sídliště - 
Třemošná, Orlík - Bolevec - Okounová

## 74
Od 3. 12. 2013:
Směr: Slovany
Hradiště - Zelenohorská - Chválenická - Slovany